# Gaëlle Thalmann
Gaëlle Thalmann (Bulle, 18 gennaio 1986) è un'allenatrice di calcio ed ex calciatrice svizzera, responsabile tecnico della preparazione dei portieri del Lugano.
Nel corso dei 16 anni di carriera ha giocato per 17 diversi club, in patria, Germania, Italia e Spagna, chiudendo con quest'ultima la carriera, ottenendo numerosi trofei, tra i quali il titolo di campione di Germania con il Turbine Potsdam e d'Italia con la Torres. Ha indossato la maglia della nazionale maggiore in oltre 100 occasioni disputando le fasi finali di due campionati europei e due mondiali e conquistando la Cyprus Cup 2017.

## Carriera

### Giovanili
Gaëlle, nasce a Bulle, nel Canton Friburgo, da padre svizzero e madre italiana. Si avvicina al calcio giocando nelle giovanili con i ragazzi nella squadra del suo paese allenata dal padre, il Football-Club Bulle, dall'età di nove anni fino ai quattordici. In questo periodo, dopo aver iniziato nel ruolo di attaccante, preferisce la posizione tra i pali. Abbracciato il ruolo di portiere dai quattordici anni inizia a giocare nelle squadre femminili, sempre nelle giovanili, due anni con l'FC Riaz (2000-2002) per passare l'anno successivo alla prima squadra dell'FC Vétroz che a quel tempo partecipava alla Lega Nazionale B.

### Club
In Svizzera approda alla Lega Nazionale A entrando nell'organico del Rot-Schwarz Thun, stagione condizionata da un grave infortunio ai legamenti crociati, del Zuchwil 05, quindi del LUwin.ch.
Coglie l'opportunità datale dal Turbine Potsdam per accedere al difficile campionate della Bundesliga femminile. Con le tedesche riuscirà a conquistare il titolo di Campione di Germania nella stagione 2008-2009 e l'edizione 2009 della DFB-Hallenpokal der Frauen. L'anno seguente passa all'Amburgo dove resta una sola stagione per ritornare in Svizzera.
Il campionato svizzero 2010-2011 la vede in rosa con la squadra femminile del Grasshopper ma con le zurighesi rimane anche in questo caso una sola stagione.
Nel 2011 riapproda al massimo campionato tedesco accettando l'ingaggio del Lokomotive Lipsia dove colleziona solo due presenza in campo.
Nell'estate 2012 approda in Italia sottoscrivendo un contratto con la Torres che le permette di giocare in Serie A, il massimo livello del campionato italiano femminile di calcio. Con le sassaresi rimane due stagioni che le valgono uno scudetto e due Supercoppe.
Contattata dal Duisburg, che le offre un posto da titolare per giocare in Frauen-Bundesliga, nel luglio 2014 Thalmann firma con la società per la stagione 2014-2015, ma durante il campionato il 16 novembre, nella partita con lo Jena conclusasi 1-1, è vittima di un grave infortunio che l'allontanerà dal terreno di gioco per diversi mesi.
Smaltite le conseguenze dall'infortunio Thalmann viene impiegata nella formazione del Duisburg II fino al termine del campionato, quindi si congeda dalla società tedesca con un tabellino di otto presenze in prima squadra e due in quella riserve.
Durante il calciomercato estivo 2015 trova un accordo con il Basilea, tornando in terra natia per tornare a giocare Lega Nazionale A dopo cinque stagioni. Il sodalizio con le elvetiche dura solo per la prima parte della stagione 2015-2016 fino all'apertura del calciomercato invernale, dove decide di accettare la proposta fattale dalla Fiorentina Women's per tornare a giocare nel campionato italiano in sostituzione dell'ungherese Réka Szőcs, e dove ritrova una buona parte dell'organico della ex-Torres campione d'Italia.
Il 28 luglio 2016 l'AGSM Verona ha comunicato di aver raggiunto un accordo con Gaëlle Thalmann per la stagione 2016-2017. Al termine della stagione ha lasciato la compagine veronese e si è legata al Mozzanica.
Nell'estate 2019 ha lasciato l'Italia dopo 3 stagioni e mezza per tornare in Patria, al Servette Chênois. Ha giocato al Servette Chênois per due stagioni, per poi trasferirsi nel luglio 2021 in Spagna al Betis.
Dopo le due stagioni in Primera División, contribuendo a cogliere un 9º e un 12º posto, posizioni che garantiscono il suo club un'agevole salvezza, nel luglio 2023 annuncia che chiuderà la carriera dopo l'esperienza al Mondiale di Australia e Nuova Zelanda, accordandosi con il Lugano per assumere il ruolo di preparatrice dei portieri la stagione entrante.

### Nazionale
Viene convocata alle selezioni per le giovanili della Nazionale femminile di calcio svizzera e gioca la sua prima partita internazionale con la maglia rossocrociata della nazionale svizzera under-19 il 6 ottobre del 2002, nel match vinto dalla Svizzera per 5 a 0 contro la pari rappresentativa dell'Ungheria nel primo turno di qualificazione per i Campionati Europei UEFA di categoria.
Dal 2005, scaduti i termini per rimanere nella compagine inferiore rimane a disposizione della nazionale maggiore, con la quale il 25 marzo 2005, pur non scendendo in campo, è inserita in rosa come portiere di riserva nell'amichevole persa 2-1 con il Belgio. Per il suo debutto deve aspettare il 17 giugno 2007, sempre in un'amichevole, giocando per un tempo nell'incontro giocato contro la Svezia e persa per 4-1.
Nel corso delle qualificazioni al mondiale 2015 contribuisce alla conquista del primo posto del Gruppo 3 ed alla storica qualificazione alla fase finale in un Mondiale della nazionale svizzera, tuttavia la sua convocazione è compromessa da un grave infortunio patito con il Duisburg in Bundesliga.

## Palmarès

### Club
- Campionato tedesco: 1

Turbine Potsdam: 2008-2009
- Campionato italiano: 1

Torres: 2012-2013
- Coppa Svizzera: 1

Zuchwil 05: 2005-2006
- Coppa di Germania: 1

Turbine Potsdam: 2009
- Supercoppa italiana: 2

Torres: 2012, 2013

### Nazionale
- Cyprus Cup: 1

2017

## Onorificenze
- Premio al merito sportivo nel Canton Friburgo.[14]